# Florence Chevallier
Pour les articles homonymes, voir Chevallier.
Florence Chevallier est une photographe française née le 25 février 1955 à Casablanca.

## Biographie
Florence Chevallier naît le 25 février 1955 à Casablanca. Son père, André Chevallier, est restaurateur, sa mère, Liliane Chevallier née Cadleu, est secrétaire. Elle étudie au collège Les Eaux Claires (Grenoble), au lycée Laure-Gatet (Périgueux), puis à l'Institut d'études théâtrales à Paris III, où elle est diplômée en 1978.
Elle vit et travaille à Paris.
- Cofondatrice du groupe Noir Limite (1986-1993)
- Artiste invitée à l’École nationale supérieure des beaux-arts de Paris en 1996
- Professeur à l’ESAD de Reims de (1995-2005)
- Professeur à l’École régionale des Beaux-Arts de Rouen jusqu'en 2014
- Professeur à l'École nationale supérieure d'art de Bourges.

## Prix et distinctions
- Prix Niépce 1998
- Lauréate des bourses Villa Médicis hors les murs et FIACRE : Centre national du livre, du Ministère de la Culture
- Chevalière de l'ordre des Arts et des Lettres (2009)

## Collections
- - Fonds national d'art contemporain, Paris, France
  - Fonds régional d’art contemporain d’Ile-de-France, Paris, France
  - Fonds régional d'art contemporain de Haute-Normandie, France
  - Bibliothèque nationale de France, Paris
  - Musée de la photographie, Charleroi, Belgique
  - Musée Nicéphore-Niépce, Chalon-sur-Saône, France
  - Musée national d'Art moderne, Centre Georges-Pompidou, Paris, France
  - Maison européenne de la photographie, Paris, France
  - Fondation Angénieux, France
  - Conseil général des Côtes-d'Armor, France
  - Artothèque de Caen, France
  - Artothèque de Vitré, France
  - Fondation Belgacom, Bruxelles, Belgique
  - Domaine de Chamarande, Centre d’Art Contemporain, Conseil général de l’Essonne MAC VAL, Musée d’Art Contemporain Vitry-sur-Seine
  - Musée des Beaux-Arts de Brest
  - Collections privées en France et à l’étranger Conférences : 2018
  - Le Rêve, Festival de L’Histoire de l’Art, Fontainebleau, projet d’une exposition, avec Lucile Encrevé
  - Les rencontres DTM de l’École Supérieure des Arts décoratifs, invitation Lucile Encrevé.

## Expositions

### Expositions personnelles
- 2019
  - Florence à Orléans, POCTB, du 26 septembre au 27 octobre
- 2018
  - Les Fleurs, le Chien et les Pêcheurs, Centre d’Art Contemporain, Saint-Pierre-de-Varengeville, 6 octobre 6 janvier 2019
- 2017
  - Les Plaisirs, Chapelle St Dredeno, Saint-Gérand, L’art dans les chapelles.
- 2014
  - Toucher Terre, Mois de la photo à Paris, Galerie Brun Léglise, rue de Bourgogne, Paris
  - Brève Durée, Ritournelles, Native Nue, Projections vidéo, Maison européenne de la photographie, Paris,
  - Toucher Terre Sud Vidéos et photographies. Artothèque de Caen, Palais Ducal, Caen
  - Toucher Terre Nord-Sud, Espace 36, médiathèque, Saint-Omer et Arques, France
- 2013
  - ATLAS, galerie du Pôle Image Rouen, photographies vidéo et dessins
  - Paysages et Figures, le 19 hors les murs, École d’Art de Belfort, commissaire Philippe Cyroulnik, photographies et vidéos
  - La Chambre Invisible, FRAC Haute-Normandie, Opéra de Rouen, représentations de Fidelio,
- 2012
  - Brève Durée, Moulin des Arts de St Rémy, 12200- Installation Vidéos, Photographies Rivière, Le Hublot, Ivry-sur-Seine
- 2011
  - Espace 36 Saint-Omer, photographies réalisées lors de la résidence 2010
- 2009
  - Identités de femme, -La Mort, Le Bonheur- Galerie du Conseil général, Aix-en-Provence, cat Gilles Mora, France
  - 1955, Casablanca, Villa des arts, Casablanca, Maroc
- 2008, 1955, Casablanca, Atelier Blanc, Villefranche-de-Rouergue, France
- 2005
  - Galerie HOLDEN LUNTZ, PALM BEACH, FLORIDE, USA
  - Commun des Mortels – 1995-1998, Galerie municipale de Vitry-sur-Seine, France cat texte de D. DOBBELS
  - L'Enchantement, Le Bonheur, Les Philosophes, Galerie municipale du Château d'eau, Toulouse cat : texte de B. Marcellis
  - Commande publique 1 % artistique en Essonne, Collège A.-Camus
  - La Norville
- 2004
  - Travaux 1990-2000, Galerie Les Filles du calvaire, Bruxelles, Belgique
  - École nationale supérieure des Beaux-Arts de Brest
- 2003
  - Enchantements II et III, Les Philosophes, Musée de la photographie, Charleroi, Belgique
  - Les songes, Artothèque de Vitré, France
  - Le Bonheur, Mois de la photographie, Bratislava, République slovaque
- 2001
  - 1955, Casablanca, Galerie Les Filles du calvaire, Paris, France
  - Des Journées Entières, Centre photographique d’Île-de-France, Pontault-Combault, France
  - Les Songes, Hôtel Scribe, Paris, France.
  - Mes ports d’attache, dans le cadre de l’Été photographique de Lectoure, Centre de photographie de Lectoure, France
  - Quelque chose d’Œdipe, Installation photographique réalisée dans le cadre d’une commande, chapelle du château de Chamarande, Domaine départemental de Chamarande, France
- 2000
  - Les Songes, Festival de photographie en Val de Drôme, château de Puyguilhem, France
  - Des journées entières, Interface, Marseille, France.
  - Le Bonheur, L’Enchantement (troisième couplet), FrankfurterHof, Mayence, Allemagne
- 1999
  - L’Enchantement (deuxième et troisième couplet), Prix Niépce 98, Musée Nicéphore-Niépce, Chalon-sur-Saône, France.
  - L’Enchantement (premier et deuxième couplet), Espace des Arts, Colomiers, France
  - L’Enchantement (deuxième et troisième couplet), Paris Photo, Galerie Les Filles du calvaire, Carrousel du Louvre, Paris, France
- 1998
  - L’Enchantement (premier, deuxième et troisième couplet), Prix Niépce 98, Galerie Les Filles du calvaire, Paris, France
  - Commun des Mortels, Les Philosophes, Galerie Le Réverbère, Lyon, France.
  - Le Bonheur, Encontros da Imagem 98, Braga, Portugal
- 1997
  - L’Enchantement (deuxième couplet), Centre d’art contemporain de Vassivière-en-Limousin, France
  - L’Enchantement (deuxième couplet), Théâtre Granit, Scène nationale, Belfort, France
- 1996
  - Commun des Mortels, Galerie Jacques Barbier, Paris, France
  - L’Enchantement (premier couplet), Mois de la photo, Musée Zadkine, Paris, France
  - Commun des Mortels, Les Philosophes, Galerie Les Filles du calvaire, Paris, France
- 1995
  - Commun des Mortels, Mai de la photographie, Reims, France
- 1994
  - Le Bonheur, Espace Arts Plastiques, Villefranche-sur-Saône, France
- 1993
  - Le Bonheur, Galerie de l’École des Beaux-Arts, Rouen, France ; Théâtre de l’Hôtel de ville, Le Havre, France ; Galerie Barbier-Beltz, Paris, France ; Artothèque, Vitré, France
- 1991
  - Noir Limite - la Mort, Anciens Abattoirs, Le Havre, France
  - Noir Limite à Monoprix, Rencontres Trans Musicales, Rennes, France
- 1990
  - Noir Limite - Composite 90, Maison des Arts, Évreux, France
  - Patrimoine féerique des Côtes d’Armor, commande, Château de la Roche-Jagu, France
- 1989
  - Troublée en vérité, Le Parvis 2, Pau et Tarbes, France
  - Noir Limite - Corps à Corps, Galerie Suzel-Berna, Antibes, France ; La Base, Levallois-Perret, France ;
  - Musée des Beaux-Arts, Abbaye de Graville, Le Havre, France
- 1988
  - Troublée en vérité, Galerie de l’École des Beaux-Arts, Rouen, France.
  - Noir Limite - Corps à Corps, exposition censurée et annulée, Maison de la culture, Bourges, France
- 1987
  - Noir Limite, Maison de la culture, Bourges, France
  - Corps autoportraits, Institut culturel français, Londres, Angleterre
  - Corps autoportraits, Troublée en vérité, Galerie Bazille, Montpellier, France
- 1986
  - Corps autoportraits, Galerie Moment, Hambourg, Allemagne

### Expositions collectives
- 2022
  - Métamorphose - La photographie en France 1968-1989, commissaires d'exposition Michel Poivert et Anna Grumbach, présentant 240 photographies de nombreux photographes parmi lesquels Alain Dister, Sophie Ristelhueber, Sebastião Salgado, Raymond Depardon, Bernard Plossu, Denis Brihat, Florence Chevallier, Yves Trémorin, Jean-Claude Bélégou, Thierry Girard , François Le Diascorn, Claude Nori, Sabine Weiss, Janine Niépce, Martine Barrat, Dominique Auerbacher, Sarah Moon, Bettina Rheims, Guy Bourdin, Hervé Guibert, Patrick Faigenbaum, Suzanne Lafont, Claude Batho, Arnaud Claass, Patrick Bailly-Maître-Grand, Denis Roche, Christian Milovanoff, Jean-Marc Bustamante, Despatin et Gobeli, Alix Cléo Roubaud, Patrick Zachmann,  Pavillon populaire, Montpellier, du 23 octobre 2022 au 15 janvier 2023[2]
- 2019
  - En quête de l'Insaisissable, 19 rue Paul-Fort, 75014 Paris
  - Osmocosmos Triennale de photographie 50 JPEG Centre de la Photographie de Genève, Suisse
  - Amour utile, vidéo couleur, sonore durée 16 min, Allons Voir parcours d'Art contemporain en Pays Fort, Moulin Riche à Concressault
- 2018
  - Formes d’Histoires, du 28 avril au 2 septembre, Les Tanneries, Centre d’Art Contemporain, Amilly
  - 186 Feuilles La collection de dessins et de photos de Vitry-Sur-Seine depuis 1979 du 25 mars au 6 mai
  - D’après «Les contes du jour et de la nuit» FRAC Haute-Normandie Hors les Murs Château de Miromesnil, du 4 au 26 avril
- 2017
  - L’expérience de la couleur, du 12 octobre 2017 au 2 avril 2018, Musée national de la céramique, Sèvres.
  - Paysages français, une aventure photographique, (1980-2017) BnF François-Mitterrand, du 24 octobre 2017 au 4 février 2018
  - L’Art dans les Chapelles, Pontivy, Chapelle Saint-Dredeno, Saint-Gérand du 7 juillet au 29 septembre 2017
  - À l’antique, du 10 mars au 24 septembre 2017, Fonds régional d'art contemporain de Normandie-Rouen et la Réunion des Musées Métropolitains (RMM). Musée départemental des Antiquités 198 rue Beauvoisine 76000 Rouen
  - Collection Bernard Plossu, Maison européenne de la photographie, Paris, du 8 février 2017 au 9 avril 2017
- 2016
  - Maisons pour Insomniaques, FRAC de Haute-Normandie, Le Garage, Saint-Saëns, France
  - Pour continuer à finir, AGART, Amilly, France
- 2015
  - La Loi des séries, FRAC Haute-Normandie, Hors les Murs, Musée des Beaux-Arts de Saint-Lô, France
  - Je suis le tympan, Galerie Pictura, Ponts des Arts, Cesson-Sévigné, France
- 2014
  - Atmosphère de Transformation 8, Espace JFP, Paris 4e.
  - Je suis là, Vous êtes ici, Haubourdin, proposition de Bernard Lallemand.
  - Eloge de la Réalité, collectif France’s Territoire Liquide, Transphotographiques, Tri Postal, Lille, commissariat Paul Wombell

- 2013
  - Acqua Vitalis, Premier volet Artothèque de Caen, commissariat Claire Tangy, Paul Ardenne
  - Acqua Vitalis, 2e volet, Palais Ducal, Caen.
  - Transferts, dernières acquisitions du FRAC de Haute-Normandie Musée d’Évreux – Ancien Évêché, Évreux
  - Sociétés secrètes FRAC Hte Normandie, Musée Alfred Canel Pont-Audemer
  - Logique de la Mappemonde, La Box, Bourges, commissaire Alexandre Castant
  - La Quête de l’Ange, Nancy Renaissance, Nancy Thermal, Surface sensible (photographies et vidéo)
  - Ulysse et l’Autre mer, Musée des Phares et Balises, Ouessant, (vidéo) FRAC Bretagne, commissaire Jean-Marc Huitorel
- 2010
  - Quelques-uns d'entre nous, Artothèque de Caen, 24 septembre-6 novembre
  - Conversations entre Œuvres, Galerie de l'Imagerie, Lannion, 16 octobre-27 novembre
- 2009 Dans l'œil du critique, Bernard Lamarche-Vadel et les artistes, Musée d'art moderne/ ARC, Paris
- 2008
  - Je reviendrai, MAC/VAL Vitry-sur-Seine
  - Revers du réel, galerie Michel Journiac, Paris 1
  - Villes en vues, Artothèque de Caen
- 2003-2006 Image et paysage, Culturesfrance, Autour du Monde
- 2006 Réinventer le visible, Maison européenne de la photographie, Paris
- 2005
  - Vénus en Périgord, Collégiale Notre-Dame de Ribérac, Dordogne
  - « Les Philosophes », Collections du FRAC Île-de-France, Nanterre
  - Portraits, Domaine de Chamarande, Essonne
  - Territoires croisés, artothèque de Caen, France
- 2004
  - Femina, Galerie Les Filles du calvaire, Paris
- 2003
  - Faiseurs d’histoires, FRAC Bretagne, Châteaugiron, France
  - Gana art Gallery, Séoul, Corée
- 2002
  - Ville en vues, Interface, Marseille, France
  - Festival Encontros da Imagem, Braga, Portugal
  - Musée de la Chartreuse, Douai, France
  - Petit traité du paysage, collection du FNAC, commissariat Agnès de Gouvion Saint-Cyr, Photobiennale 2002, IV Mois international de la photographie de Moscou, Russie
  - Art Brussels, Galerie Les Filles du calvaire, Bruxelles, Belgique
  - Art Chicago, Galerie Les Filles du calvaire, Chicago, USA
- 2001
  - Paysage comme Babel, Galerie Les Filles du calvaire, Paris France, Bruxelles, Belgique
  - Paris Photo, Galerie Les Filles du calvaire, Paris, France
  - Les Songes, Fotofestival de Noorderlicht, Groningen, Pays-Bas
  - Les Songes, dans le cadre de la manifestation Photofoto, Flatland Gallery, Utrecht, Pays-Bas
  - Stockholm Art Fair 2001, Galerie Les Filles du calvaire, Suède
- 2000 Les Songes, Festival de Photographie en Val de Drôme, Château de Puyghilem, France
  - Des journées entières, Interface, Marseille, France
  - Le Bonheur, Commun des Mortels, Galerie du Théâtre, La Passerelle Gap, France
  - Le Bonheur, L’Enchantement FrankfurterHof, Mayence, Allemagne
- 1999 L’Enchantement, Prix Niépce 98, Musée Nicéphore-Niépce, Chalon-sur-Saône, France
  - L’Enchantement, Espace des Arts, Colomiers, France
  - L’Enchantement, Paris Photo, Galerie Les Filles du calvaire, Carrousel du Louvre, Paris, France
- 1998 L’Enchantement Prix Niépce98, Galerie Les Filles du calvaire, Paris
  - Commun des Mortels, Les Philosophes, Galerie LeRéverbère, Lyon, France
  - Le Bonheur, Encontros da Imagem 98, Braga, Portugal
  - Commun des Mortels, Les Philosophes, Galerie Les Filles du calvaire, Paris France
- 1997
  - L’Enchantement Centre d’art contemporain de Vassivière-en-Limousin, France
  - L’Enchantement Théâtre Granit, Scène nationale, Belfort, France
- 1996
  - Commun des Mortels, Galerie Jacques Barbier, Paris, France
  - L’Enchantement, Mois de la photographie, Musée Zadkine, Paris, France
- 1995
  - Commun des Mortels, Mai de la photographie, Reims, France
- 1994
  - Le Bonheur, Espace Arts Plastiques, Villefranche-sur-Saône, France
- 1993
  - Le Bonheur, Galerie de l’École des Beaux-Arts, Rouen, France, Théâtre de l’Hôtel de Ville, Le Havre, France
  - Galerie Barbier-Beltz, Paris, France, Artothèque de Vitré, France
- 1991
  - Noir Limite - la Mort, Anciens Abattoirs, Le Havre, France
  - Noir Limite à Monoprix, Transmusicales, Rennes, France 1990 Noir Limite-Composite
  - 90, Maison des Arts, Évreux, France, Patrimoine féerique des Côtes d’Armor, commande, Château de la Roche-Jagu, France
- 1989
  - Troublée en Vérité, Le Parvis 2, Pau et Tarbes, France
  - Noir Limite-Corps à Corps, Galerie Suzel-Berna, Antibes, France
  - La Base, Levallois-Perret, France
  - Musée des Beaux-Arts, Abbaye de Graville, Le Havre, France
- 1988
  - Troublée en Vérité, Galerie de l’École des Beaux-Arts, Rouen, France.
  - Noir Limite - Corps à Corps, exposition censurée et annulée, Maison de la culture, Bourges, France
- 1987
  - Noir Limite, Maison de la culture, Bourges, France
  - Corps autoportraits, Institut Culturel Français, Londres, Angleterre
  - Corps autoportraits, Troublée en vérité, Galerie Bazille, Montpellier, France
  - Corps autoportraits, Galerie Moment, Hambourg, Allemagne
- 2000
  - L’émerveille moderne, Interface, Marseille, France
  - La trahison du modèle, Galerie Nei Liicht, Dudelange, Luxembourg
  - Hommage à Bernard Lamarche-Vadel, Galerie Michèle Chomette, Paris, France
- 1999
  - Rétrospective numéro 2, (L’Enchantement, troisième couplet), Centre d’art contemporain, Vassivière-en-Limousin, France
- 1998
  - L’école de Reims, (L’Enchantement, premier et deuxième couplet), Galerie de l’ancien collège des Jésuites, Reims, France
- 1997
  - Romantica, (Le Bonheur), Biennale internationale de la photographie de Turin, Italie
  - A posteriori, (Les Philosophes, Commun des Mortels), Espace Arts Plastiques, Villefranche-sur-Saône, France
  - Portraits, singulier pluriel (1980-1997), (Troublée en vérité), Bibliothèque nationale de France, Paris, France
- 1996
  - Traits révélateurs, Galerie Fernand Léger, (Nus de Naples), Ivry-sur-Seine, France
- 1995
  - Biennale Internationale de photographie, (Le Bonheur), Enschede, Pays-Bas
  - Mai de la Photographie, (Commun des Mortels), Reims, France
- 1994
  - Who’s looking at the family?, (Le Bonheur), Barbican Gallery, Londres, Angleterre
- 1993
  - Printemps de la photographie, (Le Bonheur), Cahors, France
- 1992
  - En liberté, (Noir Limite – Corps à Corps), Kawasaki City Museum, Japon
  - Découvertes, Collection Bibliothèque Nationale, Grand Palais, Paris, France
  - 20 ans de photographie créative, (Corps à Corps), Espace photographique des Halles, Paris, France ; Musée Nicéphore-Niépce, Châlon-sur-Saône, France, Contemporary French Photography, ICP Midtown, New York, USA ; Musée d'art moderne, Mexico, Mexique ; Musée d’art contemporain, Nouvelle Orléans, USA
- 1990
  - Photographie actuelle en France, commissaire Jean-Claude Lemagny, Fondation Gulbenkian, Lisbonne, Portugal
  - Hôpital Éphémère, (Noir Limite), inauguration, Paris, France
- 1989
  - Acquisitions, Fonds National d’Art Contemporain, Palais de Tokyo, Paris, France
  - 20 ans de photographie créative en France, commissaire Gilles Mora, Département culturel de la Bayer, Leverkusen, Allemagne ; Ludwig Museum, Aix-la-Chapelle, Allemagne
  - Photographie très contemporaine, commissaire Bernard Lamarche-Vadel, Musée des Beaux-Arts, Prague, Brno, Bratislava, Tchécoslovaquie
- 1988
  - Festival International de photographie actuelle, Montréal, Québec, Canada
  - La photographie à la rescousse de l’art, Apt, Reims, France
- 1987
  - Sept objectifs français à Naples, Naples, Italie
  - Triennale internationale de la photographie, Charleroi, Belgique
  - Salon de l’image, CNIT La Défense, Paris, France
- 1984
  - La photographie créative contemporaine, Bibliothèque nationale, Paris, France
- 1981
  - Autoportraits photographiques, Centre Georges-Pompidou, Paris, France

### Monographies
- 2019
  - Florence à Orléans, texte de Tania Vladova, éd. POCTB
- 2018
  - Les Fleurs, le Chien et les Pêcheurs, éd. Bernard Chauveau texte de Lucile Encrevé
- 2014
  - Toucher Terre, éd. Loco, texte de Christian Bonnefoi
- 2002
  - 1955, Casablanca, éd. Filigranes, France texte de Mohammed Berrada
- 2001
  - Florence Chevallier, Enchantement, Ed. Kehayoff, Munich
- 2005
  - Commun des Mortels – 1995-1998, texte de Daniel Dobbels, Galerie municipale de Vitry-sur-Seine ;
  - Florence Chevallier, Galerie du Château d'eau, Toulouse, texte de Bernard Marcellis
- 2002 :
  - 1955, Casablanca, éd. Filigranes, France  (ISBN 2914381379)
- 2001 :
  - Florence Chevallier, Enchantement, éd. Kehayoff, Munich  (ISBN 3929078813)
- 2000 :
  - Des journées entières, texte de Éric Suchère, éd. Red District, Marseille
- 1999 :
  - L’Enchantement, textes de Alexandre Castant et Michèle Cohen-Hadria, éd. Espace des Arts, Colomiers
- 1996 :
  - L’Enchantement, premier couplet, texte de Régis Durand, éd. Paris Musées, Paris
- 1994 :
  - Nus de Naples, livre d'artiste, éd. Voix Richard Meier, Metz
- 1993 :
  - Le Bonheur, texte de Bernard Lamarche-Vadel, éd. La Différence, Paris
- 1987 :
  - Florence Chevallier, éd. Jippam, Montpellier

### Catalogues
- 2013
  - Ulysses, L’Autre mer, éd. FRAC Bretagne
  - Acqua Vitalis, Positions de l’Art Contemporain,Paul Ardenne et Claire Tangy, éd. La Muette,Le Bord de L’eau.
- 2010
  - 55 ans de photographie à travers le prix Niepce éd. Musée du Montparnasse, Paris
  - Dans un Jardin, éd. Filigranes/FRAC de Haute-Normandie, Paris
  - Inclinations, la collection selon Bernard Lamarche-Vadel, éd. Filigranes Paris
- 2009-2010 :
  - Parcours, Mac/Val, je reviendrai
- 2009 :
  - Dans l'œil du critique : Bernard Lamarche-Vadel et les artistes, Musée d'art moderne/ARC, éd. Paris Musées
  - 40 ans de Rencontres, Arles, Actes Sud
- 2007 :
  - MUTATIONS,I Contemporary European photography, European Month of Photography
  - Réinventer le visible, Kerber édition, Maison européenne de la photographie et Kunsthalle d'Erfurt, Allemagne
  - La Photographie en France, 1970-2005, Christian Gattinoni, éditions CulturesFrance
  - Paraître, texte de Lucile Encrevé, ERBA de Rouen
- 2003-2006 :
  - Image et Paysage, AFAA, ministère des Affaires étrangères
- 2002 : Je T’aime Question d’Époque, portfolio, revue de l’université de Bruxelles
- 2001 : « Florence Chevallier : un documentaire autobiographique », in La Confusion des genres en photographie, Bibliothèque nationale de France, Paris
- 2000 : Regard sur le territoire, Photographie en Val de Dronne, Coédition Le Festin, Bordeaux / Centre culturel, Ribérac
- 1997 : A posteriori - Inactualité du nouveau, Espace Arts Plastiques, Villefranche-sur-Saône
- 1995 :
  - Mai de la photographie, Reims
  - Obsessions, Biennale de la photographie, Enschede, Pays-Bas
  - Le Double, actes du colloque, éd. Centre d'arts plastiques, Saint-Fons
- 1994 :
  - Who’s looking at the family ?, Barbican Art Gallery, Londres
- 1993 :
  - Printemps de la photographie, Cahors
- 1992 :
  - En liberté, Kawasaki Museum, Japon
- 1990 :
  - Photographie actuelle en France, texte de Jean-Claude Lemagny, Fondation Gulbenkian, Lisbonne, Portugal
  - Tragique et Tragédie, CDC, Évreux
- 1989 :
  - N’y allez jamais sans lumière, éd. Stickters, Le Havre
- 1988 :
  - Lumières d’équinoxe, Festival international de la photographie actuelle, Montréal, Canada
- 1987 :
  - Triennale internationale de la photographie, éd. Musée de la photographie, Charleroi, Belgique
  - Sept objectifs français à Naples, texte de Gennaro Alifuoco, Ed. Lavori in Corso, Naples, Italie
- 1984 :
  - La Photographie créative contemporaine dans les collections de la Bibliothèque nationale, texte de Jean-Claude Lemagny, éd. Contrejour, Paris
- 1983 :
  - Photographies n° 3, collection de la Bibliothèque nationale, Paris
- 1980 :
  - Autoportraits photographiques, éd. Herscher, Centre Georges-Pompidou, Paris

### Catalogues Noir Limite
- 1991
  - Noir Limite - La Mort, textes de Jacques Henric, Bernard Lamarche-Vadel et Jean-Claude Lemagny, éd. Photo & Co, Sausseuzemare, France
- 1987
  - Noir Limite - Corps à Corps, éd. Photos & Co, Sausseuzemare, France

### Livres
- 2019
  - 50 ans de Photographie Française de 1970 à nos jours, Michel Poivert, éd. Textuel
- 2017
  - Paysages français Une aventure photographique, 1984-2017 BnF Éditions
- 2014
  - France’s Territoire Liquide, éd. du Seuil, texte Jean-Christophe Bailly
- 2013
  - Logique de la Mappemonde, Alexandre Castant, éd. Filigranes
  - En Quête de l’Ange, Galerie Nancy-Thermal, Nancy Renaissance, 2013
- 2011
  - La Photographie contemporaine, mode d’emploi, Elisabeth Couturier, éditions Flammarion
- 2010
  - D’après modèle, Denis Laget & pratiques contemporaines Lienart éditions, collection Beautés
- 2005 :
  - Dominique Baqué, La Photographie plasticienne, L’extrême contemporain, éd. du Regard, Paris
- 2001 :
  - Anne Bony, Les Années 1990, éd. du Regard, Paris
  - Paul Ardenne, L’Image Corps - Figures de l’humain dans l’art du XXe siècle, Éditions du Regard  (ISBN 2841051161)
- 1998 :
  - Dominique Baqué, La Photographie plasticienne : un art paradoxal, éd. du Regard, Paris  (ISBN 2841050084)
- 1994 :
  - William A. Ewing, The Body, éd. Thames & Hudson, Londres
- 1990 :
  - Pierre Borhan, La Photographie à la croisée des chemins, éd. La Manufacture, Paris
- 1988 :
  - Claude Nori, La Photographie française des origines à nos jours, éd. Contrejour, Paris
- 1987 :
  - Petra Olschewski, Frauenbilder, éd. Stemmle, Zürich
  - Nude, éd. Asahi Shuppan Sha, Tokyo
  - Cartes photographiques, éd. Admira
- 1985 :
  - Dani Boone, Nues, éd. Contrejour-angénieux, Paris

### Presse
- 2019
  - France 3 reportage Florence à Orléans POCTB Orléans.
- 2018
  - Connaissance des Arts, Jean François Lasnier, « L’horizon élargi de Florence Chevallier »
- 2017
  - Art Press web, Aurelie.Cavanna
- 2014
  - Art Press n° 416 Gilles Mora, Décomplexer l’Europe : l’influence américaine.
- 2012
  - Art Press n° 393 Anne Dagbert
- 2005
  - Énergie Sombre » Portfolio, » l’Ange Ecorché » inédits, Revue Rhinocéros
  - Il était une fois mamie fait de la photographie, in zurban, février
  - « Déjeuner sur l’herbe », in Le Monde 2, février
  - « La Nature enchantée », in Le Monde 2, janvier
  - Vénus, Aréa Revue, été 2005
- 2004
  - Art Brussels, 1955, Casablanca, in L’œil, avril
- 2002
  - Casablanca, Mon amour, Magali Jauffret, in L'Humanité
  - 1955 Casablanca, portfolio, Photo-Nouvelles
- 2000
  - Florence Chevallier in Burger Tage, Édition Spéciale, Mayence
  - Florence Chevallier in Photonews no 4, Hamburg
- 1997
  - Jean-Marc Huitorel, Florence Chevallier in art press no 229
  - Florence Chevallier in Cimaise no 248
  - Florence Chevallier in Aden no 1
  - Dominique Baqué, Identités en question in art press no 221
  - Chevallier servant in Beaux Arts magazine no 152
  - Jean-Jacques Gay, « Le moindre geste peut faire signe », in Muséart no 67
  - Photographie Magazine no 82
  - Anna Hiddleston, « Whisper sweet French nothings in my ear » in Make no 74
  - Jade Lindgaard, « Florence Chevallier » in Les Inrockuptibles no 115
- 1993
  - Régis Durand, Otages de la lumière, otages de l’ombre in art press
  - Michel Guerrin, « Le bonheur en chambre noire » in Le Monde, 15 mai
  - Brigitte Ollier, « Des yeux plus gros que le ventre» in Libération
  - Pierre Bastin, « Mensonge de luxe » in La Wallonie, Belgique, 25 juin
  - « Dévisager », La Recherche photographique no 14
- 1992
  - Porte Folio Noir Limite, Studio Voice, Tokyo, Japon
- 1991
  - La photographie française en liberté, ICP New York, FR3 océaniques, 1er avril
  - Alain Veinstein, Patrick Roegiers, Du jour au lendemain France Culture, 25 mars
  - P.F. Moreau, « Noir limite » in Vis-à-Vis
- 1991
  - Pierre Bastin, « Noir Limite aux abattoirs » in La Wallonie, Belgique
  - Patrick Roegiers, « Jouez avec la mort » in Le Monde
- 1990
  - Alain Dister, « Censures » in Photoreporter
  - Jacques Henric, « L’intime très intime » in art press, spécial photographie
- 1989
  - Pierre Bastin, « Noir Limite expose à la Base » in La Wallonie, Belgique
  - Anne Dagbert, « Noir Limite à la Base » in art press
  - Gilles Mora, « 20 ans de photographie créative en France » in Les cahiers de la photographie
  - Farid Abdelhouahab, Noir Limite ou la déstabilisation du regard, inédit
  - Bernard Lamarche-Vadel, noir c’est noir, inédit
  - Michel Lequesne, Politis
- 1988
  - Christian Gattinoni, « Des corps d’image » in Le Généraliste no 966
  - Alain Bergala, « Censures » in Cahiers du cinéma
  - Pierre Bastin, « Corps à Corps » in La Wallonie, Belgique
  - Jacques Clayssen, « Censures » in Zoom n°2-88
  - Pierre Bastin, « Florence Chevallier - Photographie au corps » in La Wallonie, Belgique
  - Vis-à-Vis International no 2
  - Jacques Henric, « Censures » in art press
  - Jean-Claude Lemagny, « Noir Limite/Noir et Mythes » in Clichés no 45
  - André Rouillé, « L’Erotisme » in La Recherche photographique no 5
- 1987
  - Pierre Bastin, Aspects de la photographie actuelle en France in La Wallonie, Belgique
  - Jean-Claude Lemagny, « Photographies actuelles en France » in Camera International no 12
  - Libération, page courrier, décembre
- 1984
  - Dossier photographie in Canal no 58-59
- 1982
  - Gabriel Bauret, « Florence Chevallier » in Zoom no 91
  - Gabriel Bauret, Nouvelles tendances de la photographie française
  - Almanach de la photographie

## Collections
- Belgique
  - Musée de la photographie à Charleroi
  - Fondation Belgacom, Bruxelles
- France
  - Château d'eau, Toulouse
  - Fonds national d'art contemporain, Paris
  - Fonds régional d'art contemporain d’Île-de-France, Paris
  - Bibliothèque nationale de France, Paris
  - Musée Nicéphore-Niépce, Chalon-sur-Saône
  - Musée national d'art moderne, Centre Georges-Pompidou, Paris
  - Maison européenne de la photographie, Paris
  - Fondation Angénieux
  - Conseil général des Côtes-d'Armor
  - Artothèque de Caen
  - Artothèque de Vitré
  - Domaine de Chamarande, centre d’art contemporain, Conseil général de l'Essonne
  - MAC/VAL, Vitry-sur-Seine
- Collections privées en France et à l’étranger